# Oto Nemsadze
Otar Nemsadze (en georgiano: ოთო ნემსაძე) (Gori, 18 de junio de 1989) conocido como Oto Nemsadze, es un cantante georgiano. Fue el encargado de representar a Georgia en el Festival de la Canción de Eurovisión 2019 en Tel Aviv, con la canción «Sul tsin iare» tras ganar Georgian Idol 2019.

## Biografía
Oto Nemsadze se hizo famoso en 2010, cuando ganó la tercera edición del concurso de talentos Geostar, la versión georgiana del formato Idols. En 2013 participó en La voz de Ucrania, donde fue el segundo finalista. Su álbum debut, A Sea of Thoughts, fue lanzado el 18 de septiembre de 2013 bajo el sello Bravo Records. En 2017, participó en el proceso de selección georgiano para Eurovisión junto con el grupo Limbo con la canción "Dear God", quedando en décimo lugar (con 60 puntos) de entre los 25 participantes.
En 2019, concursó en "Georgian Idol". El concurso de talentos se utilizó también como preselección para la búsqueda del representante georgiano para el Festival de Eurovisión de entre sus cuatro finalistas. Así, Oto ganó la gala final, donde cantó de manera inédita «Sul tsin iare» (su canción candidata para el festival) y obtuvo el 44% de los votos, de modo que representó a su país en el Festival de la Canción de Eurovisión 2019, en Tel Aviv (Israel).

## Discografía

### Álbum
- 2013 - A Sea of Thoughts

### Sencillos
- 2019 - «Sul tsin iare»